# Allium fuscoviolaceum
Allium fuscoviolaceum — вид трав'янистих рослин родини амарилісові (Amaryllidaceae), зростає в Ірані, Туреччині, на Кавказі й Закавказзі.

## Опис
Цибулина яйцеподібна, діаметром 0.75–1.5 см; зовнішні оболонки сірі. Стебло 40–70 см. Листків 3–4, 2–3 мм завширшки, напівциліндричні, жолобчасті. Зонтик кулястий або півсферичний, діаметром 2–3 см, багатоквітковий, густий. Оцвітина довгасто-яйцеподібна; листочки оцвітини коричнево-барвисто-пурпурні, темно-винно-червоні або рідше світло-пурпурні з більш темною серединною жилкою, ≈ 4 мм, довгасті, гладкі, зовнішні тупі, кілеві. Коробочка широко еліптична, ≈ 4 мм.
Квітне з червня по серпень.

## Поширення
Поширення: пн.-зх. Іран, Північний Кавказ, Закавказзя, сх. Туреччина.
Населяє сухі кам'янисті схили, узбіччя дороги, 830—2510 м.